# Guémappe
Guémappe è un comune francese di 394 abitanti situato nel dipartimento del Passo di Calais nella regione dell'Alta Francia.

## Storia

### Simboli
Lo stemma del comune di Guémappe è stato proposto dagli Archives du Pas-de-Calais nel 1994 e si rifà al blasone dei Montmorency-Croisilles (d'oro, alla croce di rosso, accantonata dai sedici alerioni d'azzurro, caricata della losanga del primo) che furono signori di questo territorio a partire dal XV secolo. Sono stati conservati quattro dei sedici alerioni del casato di Montmorency assieme alla losanga d'oro, brisura del ramo dei Montmorency-Croisilles. Quest'ultimo elemento deriva dallo stemma della famiglia de Croisilles, che portava uno scudo di rosso, a dieci losanghe d'oro, accollate, ordinate 3, 3, 3 e 1 (emblema ripreso integralmente dal comune di Croisilles).

## Società

### Evoluzione demografica
Abitanti censiti